# ظبيان (جبل)
جبل ظبيان هو جبل عالٍ في السراة يصل ارتفاعه إلى 2300 متر عن سطح البحر، ويقع في ديار قبيلة بلقرن بين قرية آل بي حسن وقرى آل عمران في محافظة بلقرن في منطقة عسير في المملكة العربية السعودية، وقد ذكره ياقوت الحموي في معجم البلدان حيث قال: (رأس ظبيان: جبل باليمن).